# Boa Vista do Sul

Localización del municipio Boa Vista do Sul.

Boa Vista do Sul (Buena Vista del Sur) es un municipio brasilero del estado de Rio Grande do Sul.
Se encuentra ubicado a una latitud de 29º21'03" Sur y una longitud de 51º40'33" Oeste, estando a una altitud de 460 metros sobre el nivel del mar. Su población estimada para el año 2004 era de 2.887 habitantes.
Ocupa una superficie de 95,275 km².
- Datos: Q1757685
- Multimedia: Boa Vista do Sul / Q1757685